# Lucasfilm Games
Lucasfilm Games, anciennement nommé "LucasArts Entertainment Company", est une société nord-américaine de développement et d'édition de jeux vidéo, filiale de la société de production Lucasfilm, acquise en octobre 2012 par The Walt Disney Company. Créée en 1982 sous le nom Lucasfilm Games, la société s'appelait LucasArts Entertainment Company de 1990 à 2013 et retrouve son nom d'origine à sa réouverture en 2021. Elle est à l'origine de nombreux jeux d'aventure renommés (la série des Monkey Island, Indiana Jones et le Mystère de l'Atlantide, Day of the Tentacle, The Dig), ainsi que de nombreux jeux réalisés sous la licence Star Wars. LucasArts a toujours essayé d'apporter une dimension cinématographique à ses jeux, en travaillant le côté immersif. Dans ce but, LucasArts a développé des outils brevetés comme SCUMM, iMUSE, INSANE et GrimE.
La politique de George Lucas étant de breveter ce qui est mis au point au travers de ses diverses sociétés dans une optique financière et économique de l'exploitation des licences, la licence Star Wars étant un exemple, les technologies développées par Lucasfilm Games et LucasArts sont dans la quasi-totalité des marques déposées, ce qui à l'époque était une exception dans le monde du jeu vidéo.
À la suite du rachat de Lucasfilm par The Walt Disney Company en octobre 2012, la société mère ferme LucasArts le 3 avril 2013 puis la rouvre le 11 janvier 2021 en tant que label.

## Histoire

### 1982-1989: Débuts de Lucasfilm Games

Logo de LucasFilm Games (jusqu'en 1991).

Lucasfilm Games a été fondée par George Lucas en 1982, pour étudier les possibilités de l'Atari 2600 et de l'Atari 5200. L'annonce officielle de la création de Lucasfilm Games a lieu en janvier 1984,. En 1987, Lucasfilm Games révolutionne le jeu d'aventure, et le mécanisme pointer-et-cliquer, avec son moteur de jeu SCUMM (Script Creation Utility for Maniac Mansion) développé par Ron Gilbert et Aric Wilmunder, laissant plus de libertés aux scénaristes. SCUMM est la plus connue des technologies aux noms étranges mises au point chez Lucasfilm Games, mais il y en a d'autres comme iMUSE, INSANE, MMUCUS, CYST, FLEM et GrimE. Il existe différentes histoires quant aux origines de ces noms, mais on sait que ce sont tous des rétro-acronymes, tournant pour la plupart autour du thème des sécrétions humaines. Maniac Mansion, le jeu pour lequel SCUMM a originellement été mis au point, sera l'une des plus grandes réussites de l'histoire du jeu d'aventure, et sera même adapté à la télévision.
Toujours en 1987, et avec le concours de la National Geographic Society (NGS) du département d'éducation de l'État de Californie, Lucasfilm Games développe GTV (Geographic TV), un support interactif et multimédia pour apprendre l'histoire des États-Unis aux collégiens. La NGS a ajouté par la suite Planetary Manager et The People,. 1988 est l'année de Zak McKracken and the Alien Mindbenders, considéré par certains fans comme la suite véritable de Maniac Mansion au détriment de sa suite officielle Maniac Mansion: Day of the Tentacle, et de Battlehawks 1942s, un des premiers simulateurs de combat aérien de Lucasfilm Games qui annonce la série de jeux du même genre exploitant la licence Star Wars. C'est d'ailleurs l'année suivante, en 1989, que Lucasfilm Games adapte pour la première fois en jeu vidéo une licence Lucasfilm avec Indiana Jones and the Last Crusade, qui est décliné en jeu d'aventure et en jeu d'action.

### 1990-1999: LucasArts développe de nombreux titres

Logo transitoire à la suite de la création de LEC (1991–1992).

En 1990, la réorganisation des sociétés Lucas entraîne la création de LucasArts Entertainment Company (LEC). LEC inclut notamment Lucasfilm Games, Industrial Light & Magic (ILM) et Skywalker Sound. Ces deux dernières sont ensuite fusionnées au sein de Lucas Digital Ltd et LucasArts devient le nom officiel de la division jeux. C'est durant cette décennie que les jeux d'aventure LucasArts connaissent leur âge d'or, avec des créateurs comme Ron Gilbert, Dave Grossman, Sean Clark, Michael Stemmle ou Tim Schafer. Une grande partie de ces créateurs ont par la suite quitté la compagnie pour lancer leurs propres projets. LucasArts révolutionne le genre en utilisant la souris via le mécanisme pointer-et-cliquer et en créant des règles de jeux empêchant le joueur de se mettre en situation de blocage complet dans le jeu et nécessitant de recharger une sauvegarde. Ainsi, il n'est pas vraiment possible de mourir dans un jeu d'aventure LucasArts (à l'exception de certains titres comme Maniac Mansion, les Indiana Jones ou le premier Monkey Island – et dans ce dernier, il s'agit d'un easter egg, et il faut vraiment le vouloir).
En 1990 sort The Secret of Monkey Island de Ron Gilbert (déjà créateur de Maniac Mansion), premier jeu de la série culte Monkey Island. Il sera suivi en fin d'année suivante par sa suite Monkey Island 2: LeChuck's Revenge. Les autres titres de la série se feront sans Ron Gilbert. Loom est le premier jeu LucasArts du genre a ne plus utiliser l'interface des verbes d'action utilisée jusqu'alors. Basé sur une interface de notes musicales, le jeu, qui utilise la musique du Lac des cygnes de Tchaïkovski, a une ambiance onirique et poétique bien différente de celle des autres jeux LucasArts produits à l'époque. En 1992 sort Indiana Jones and the Fate of Atlantis, souvent dénommé Indiana Jones 4 ou Indy 4 (à ne pas confondre avec le quatrième film sorti en 2008), adaptant l'univers d'Indiana Jones dans un récit inédit, et généralement considéré comme un des sommets du genre.

Ancien logo L'Homme en or (1992–2005)

Le rythme de parution, assez régulier au départ (un ou deux titres par an), commence à se ralentir par la suite. En 1993, Maniac Mansion: Day of the Tentacle, la suite de Maniac Mansion, est considéré par beaucoup comme l'un des meilleurs jeux d'aventures alors que d'autres le trouvent décevant en tant que suite de Maniac Mansion. Sam and Max Hit the Road (fin 1993, début 1994) devient également un hit avec son humour féroce et son univers loufoque. Il marque également l'abandon définitif de l'utilisation de l'interface des verbes. En 1995, Full Throttle est un jeu réussi et dans l'ambiance des LucasArts mais déçoit un peu certains fans à cause de sa durée de vie (court et facile). L'année suivante, The Dig, un jeu basé sur un scénario de Steven Spielberg (qui devait être à l'origine d'un film), est sans doute le plus décrié des jeux d'aventures LucasArts, bien que techniquement superbe. Beaucoup plus difficile que les autres, avec des énigmes très voire trop complexes, et dépourvu de l'humour habituel, il se rapprocherait de Loom à cet égard, l'aspect poétique étant cependant moins présent.
En 1997, cinq ans après le second volet, sort le troisième Monkey Island : The Curse of Monkey Island. Graphiquement superbe pour l'époque (pouvant être apparenté à un dessin animé interactif), le jeu fait, comme Maniac Mansion: Day of the Tentacle, s'opposer deux blocs de fans : certains considèrent ce jeu comme le plus abouti de la série, ayant réussi à coller à l'univers des deux précédents (malgré une difficulté scénaristique importante liée à la fin de Monkey Island 2) ; d'autres trouvent qu'il ne correspond pas à ce qu'aurait fait Ron Gilbert s'il avait réalisé un troisième titre, considérant que seul Ron Gilbert aurait la légitimité de faire un troisième épisode.
1998 marque un tournant avec Grim Fandango, le premier jeu d'aventure de la société en 3D. Le moteur SCUMM, utilisé jusque-là, est abandonné au profit du moteur GrimE développé pour ce jeu, et le pointer-et-cliquer est remplacé par un contrôle au clavier. Le jeu reste dans l'esprit loufoque des productions LucasArts mais le contrôle des actions au clavier ne fait pas l'unanimité, certains joueurs trouvant les mouvements plus difficiles à diriger et approximatifs.
Enfin, en 2000, sort le dernier jeu d'aventure de la société, le quatrième volet de Monkey Island, Escape from Monkey Island. Comme le précédent volet, il a ses détracteurs. Bien que l'humour caractéristique de la série y soit encore présent, le jeu suscite les mêmes reproches que Grim Fandango car il utilise le même moteur de jeu. De plus, le scénario s'éloigne des trois précédents et, sur certains points, contredit les trois premiers volets.

### 2000-2011: Premiers abandons et licence Star Wars
En 2003, LucasArts sort un jeu développé par BioWare et qui deviendra un classique du jeu-vidéo: Star Wars: Knights of the old republic.

Ce jeu se verra attribuer une suite développée par Obsidian: Star Wars: Knights of The old republic II-The sith lords. Cette suite ne rencontra pas le succès escompté à cause d'un manque de finition dû à une sortie précoce.

Ancien logo de 2005 à 2012

En 2004, à la suite de l'annulation de Sam and Max: Freelance Police, la suite prévue à Sam and Max Hit the Road, une partie de l'équipe du jeu quitte LucasArts pour fonder une nouvelle société, Telltale Games, qui par la suite reprendra la licence Sam and Max pour en faire ses propres suites Sam and Max : Saison 1 et Sam and Max : Saison 2. Deux tentatives de suite prévue pour Full Throttle ont également été annulées,,. Cela marque d'ailleurs un changement de politique dans le choix des jeux de la société qui semble avoir abandonné le développement des jeux d'aventure, le dernier en date étant Escape from Monkey Island, édité en 2000. LucasArts n'a depuis développé pratiquement que des jeux basés sur la franchise Star Wars. Cependant, à la suite de la sortie du film Indiana Jones et le Royaume du crâne de cristal, LucasArts devrait ressortir des jeux basés sur la franchise Indiana Jones.
Star Wars: The Old Republic, suite de Star Wars: Knights of the Old Republic 2 - The Sith Lords, annoncé le 21 octobre 2008 et développé par BioWare, est sorti en décembre 2011. Le 1er juin 2009, LucasArts annonce son retour au jeu d'aventure à travers une nouvelle version téléchargeable de The Secret of Monkey Island intitulée The Secret of Monkey Island: Special Edition sortie en juillet de la même année. Brooks Brown, le community manager, de la société a d'ores et déjà annoncé qu'il y aurait des rééditions similaires d'autres jeux de la firme tels que Maniac Mansion: Day of the Tentacle et Full Throttle. Un accord de licence a aussi été passé auprès de Telltale Games pour développer une série de jeux épisodiques basé sur Monkey Island : Tales of Monkey Island.

### 2012-2020: Fermeture par Disney
Le 30 octobre 2012, LucasArts est acquise par The Walt Disney Company par le biais du rachat de sa société mère Lucasfilm vendue pour 4,05 milliards de dollars,,. Disney indique son intention de garder tout le personnel de Lucasfilm et de ses filiales, et assure que tous les projets restent d'actualité.
Le 3 avril 2013, Disney annonce la fermeture de LucasArts en tant que studio de développement interne au profit d'une gestion des licences Star Wars, Indiana Jones et autres,,,,,. Le 6 mai 2013, Disney annonce avoir signé un partenariat avec Electronic Arts pour développer et éditer les jeux Star Wars sous la franchise LucasArts. Le 24 novembre 2013, EA annonce avoir sécurisé pour 10 ans les droits des jeux Star Wars auprès de Disney-Lucasfilm. Le 17 décembre 2013, Disney Interactive et LucasArts annoncent le jeu Star Wars: Attack Squadrons pour début 2014, développé par Area 52 Games.
Le 30 mai 2014, Disney annule le jeu Star Wars: Attack Squadrons. Le 11 octobre 2015, Disney Interactive réorganise les Jeux vidéo Star Wars après de nombreux licenciements et projets arrêtés, en annonçant la sortie de Star Wars: Battlefront d'Electronic Arts le 17 novembre et d'un set Star Wars dans Disney Infinity,.
Le 15 mai 2018, les fans de Monkey Island ont lancé une pétition pour que Disney vende les droits à son créateur, droits détenus par LucasArts.
Le 20 mars 2019, à la suite d'offres d'emplois publiées pour Lucasfilm Games et à des problèmes liés à la licence Star Wars chez Electronic Arts, Disney dément les rumeurs de relance d'un studio de développement vidéoludique interne,. Ces postes sont liés à la gestion des licences et non la re-création de Lucasfilm Games.

### Depuis 2021: Retour de Lucasfilm Games
Le 11 janvier 2021, Lucasfilm annonce la réouverture de leur filiale spécialisée dans les jeux vidéo sous son nom d'origine, Lucasfilm Games,. Le lendemain, l'éditeur Bethesda annonce que son studio suédois MachineGames est en train de travailler sur un jeu vidéo Indiana Jones avec Lucasfilm Games,. Le 13 janvier 2021, Lucasfilm Games annonce un nouveau jeu Star Wars en open world en collaboration avec Ubisoft. Le 20 janvier 2022, Lucasfilm Games dévoile la bande-annonce du jeu LEGO Star Wars : La Saga Skywalker, développée par TT Games en collaboration avec The LEGO Group  qui sort le 5 avril 2022.

## LucasFan Games
LucasFan Games est le nom d'un groupement de programmeurs dont l'ambition était de rendre accessibles et utilisables sur les nouvelles machines, les anciens jeux conçus par Lucasfilm Games et LucasArts et utilisant le moteur de jeu SCUMM. Certains de leurs membres ont aussi conçu des projets de « suites », « clins d'œil » ou hommages aux jeux en 2D utilisant SCUMM. Ils ont notamment remis au goût du jour les jeux Zak McKracken et Maniac Mansion, appelé pour cette version Maniac Mansion Deluxe, dans laquelle il n'est plus indispensable de saisir le code inscrit sur le boitier de la disquette originale pour ouvrir le coffre. LucasFan Games, fondé en 2004, a officiellement cessé d'exister en 2005.

## Liste des jeux
| Jeu                                                       | Date   | Plateforme(s) |
| --------------------------------------------------------- | ------ | --- |
| Ballblazer                                                | 1984   | Amstrad CPC, Apple II, Atari 8-bit, Atari 5200, Atari 7800, C64, MSX, NES, ZX Spectrum                                                                                          |
| Rescue on Fractalus!                                      | 1984   | Amstrad CPC, Apple II, Atari 5200, Atari 8-bit, C64, Commodore 128, TRS-80, ZX Spectrum                                                                                         |
| The Eidolon                                               | 1984   | Amstrad CPC, Apple II, Atari XL/XE, C64, MSX, ZX Spectrum |
| Koronis Rift                                              | 1985   | Amstrad CPC, Atari 8-bit, C64, MSX, ZX Spectrum |
| Star Wars: The Empire Strikes Back                        | 1985   | Arcade |
| Labyrinth: The Computer Game                              | 1986   | Apple II, C64, MSX |
| PHM Pegasus                                               | 1986   | Amstrad CPC, Apple II, C64, MS-DOS, ZX Spectrum |
| Maniac Mansion                                            | 1987   | Amiga, Apple II, Atari ST, C64, MS-DOS, NES |
| Star Wars (versions américaine et européenne)             | 1987   | NES |
| Strike Fleet                                              | 1987   | Amiga, Apple II, Atari ST, C64, MS-DOS |
| Battlehawks 1942                                          | 1988   | Amiga, Atari ST, MS-DOS |
| Zak McKracken and the Alien Mindbenders                   | 1988   | Amiga, Atari ST, C64, FM Towns, MS-DOS |
| Indiana Jones and the Last Crusade: The Action Game       | 1989   | Amiga, Amstrad CPC, Atari ST, C64, Game Boy, Game Gear, MS-DOS, MSX, NES, Master System, Mega Drive, ZX Spectrum                                                                |
| Indiana Jones et la Dernière Croisade                     | 1989   | Amiga, Amiga CDTV, Atari ST, FM Towns, Macintosh, MS-DOS |
| Pipe Mania                                                | 1989   | Acorn Archimedes, Acorn Electron, Amiga, Amstrad CPC, Apple II, Apple IIgs, Arcade, Atari ST, BBC Micro, C64, Game Boy, Macintosh, NES, MS-DOS, SAM Coupé, Windows, ZX Spectrum |
| Their Finest Hour: The Battle of Britain                  | 1989   | Amiga, Atari ST, MS-DOS |
| Loom                                                      | 1990   | Amiga, Atari ST, FM Towns, Macintosh, MS-DOS, Steam, PC-Engine |
| Masterblazer                                              | 1990   | Amiga, Atari ST, MS-DOS |
| Night Shift                                               | 1990   | Amiga, Amstrad CPC, Atari ST, C64, MS-DOS, ZX Spectrum |
| The Secret of Monkey Island                               | 1990   | Amiga, Atari ST, Amiga CDTV, FM Towns, Macintosh, MS-DOS, Mega-CD |
| Monkey Island 2: LeChuck's Revenge                        | 1991   | Amiga, FM Towns, Macintosh, MS-DOS |
| Secret Weapons of the Luftwaffe                           | 1991   | MS-DOS |
| Star Wars (version japonaise)                             | 1991   | NES, Game Boy, Master System, Game Gear |
| Indiana Jones and the Fate of Atlantis: The Action Game   | 1992   | Amiga, Amstrad CPC, Atari ST, C64, MS-DOS, ZX Spectrum |
| Indiana Jones et le Mystère de l'Atlantide                | 1992   | Amiga, FM Towns, Macintosh, MS-DOS, Wii, Windows |
| LucasArts Classic Adventures (compilation)                | 1992   | Amiga, MS-DOS |
| Star Wars: The Empire Strikes Back                        | 1992   | Game Boy, NES |
| Super Star Wars                                           | 1992   | Super Nintendo, Console virtuelle |
| The Young Indiana Jones Chronicles                        | 1992   | NES |
| Maniac Mansion: Day of the Tentacle                       | 1993   | Macintosh, MS-DOS |
| Sam and Max Hit the Road                                  | 1993   | Macintosh, MS-DOS, Windows |
| Star Wars Arcade                                          | 1993   | Arcade, 32X |
| Star Wars Chess                                           | 1993   | MS-DOS, Mega-CD, Windows |
| Star Wars: Rebel Assault                                  | 1993   | 3DO, Macintosh, MS-DOS, Mega-CD |
| Star Wars: X-Wing                                         | 1993   | Macintosh, MS-DOS |
| Super Star Wars: The Empire Strikes Back                  | 1993   | Super Nintendo, Console virtuelle |
| Zombies Ate My Neighbors                                  | 1993   | Mega Drive, Super Nintendo, Console virtuelle |
| Air Combat Classics                                       | 1994   | MS-DOS |
| Ghoul Patrol                                              | 1994   | Super Nintendo, Console virtuelle |
| Indiana Jones' Greatest Adventures                        | 1994   | Super Nintendo, Console virtuelle |
| Star Wars: TIE Fighter                                    | 1994   | Macintosh, MS-DOS |
| Super Star Wars: Return of the Jedi                       | 1994   | Game Boy, Game Gear, Super Nintendo, Console virtuelle |
| Full Throttle                                             | 1995   | MS-DOS, Macintosh, Windows |
| Metal Warriors                                            | 1995   | Super Nintendo |
| Star Wars: Dark Forces                                    | 1995   | Macintosh, MS-DOS, PlayStation, PlayStation Network |
| Star Wars: Rebel Assault 2                                | 1995   | Macintosh, MS-DOS, PlayStation, Windows |
| The Dig                                                   | 1995   | Macintosh, MS-DOS |
| Afterlife                                                 | 1996   | Macintosh, MS-DOS, Windows |
| Indiana Jones and His Desktop Adventures                  | 1996   | Macintosh, Windows |
| Mortimer and the Riddles of the Medallion                 | 1996   | Macintosh, Windows |
| Star Wars: Shadows of the Empire                          | 1996   | Nintendo 64, Windows |
| Big Sky Trooper                                           | 1997   | Super Nintendo |
| Herc's Adventures                                         | 1997   | PlayStation, Saturn |
| Outlaws                                                   | 1997   | Windows |
| Star Wars: Jedi Knight - Dark Forces 2                    | 1997   | Windows |
| Star Wars: X-Wing vs. TIE Fighter                         | 1997   | Windows |
| Star Wars: Yoda Stories                                   | 1997   | Game Boy Color, Windows |
| The Curse of Monkey Island                                | 1997   | Windows |
| Grim Fandango                                             | 1998   | Windows |
| Star Wars: Behind the Magic                               | 1998   | Windows |
| Star Wars: Jedi Knight - Mysteries of the Sith            | 1998   | Windows |
| Star Wars: Masters of Teräs Käsi                          | 1998   | PlayStation |
| Star Wars: Rebellion                                      | 1998   | Windows |
| Star Wars: Rogue Squadron                                 | 1998   | Nintendo 64, Windows |
| Indiana Jones et la Machine infernale                     | 1999   | Game Boy Color, Nintendo 64, Windows |
| Star Wars Episode I: The Phantom Menace                   | 1999   | PlayStation, Windows |
| Star Wars, épisode I : Racer                              | 1999   | Dreamcast, Game Boy Color, Macintosh, Nintendo 64, Windows |
| Star Wars: X-Wing Alliance                                | 1999   | Windows |
| Escape from Monkey Island                                 | 2000   | Macintosh, PlayStation 2, Windows |
| Star Wars, episode I: Battle for Naboo                    | 2000   | Nintendo 64, Windows |
| Star Wars: Demolition                                     | 2000   | Dreamcast, PlayStation |
| Star Wars Episode I: Jedi Power Battles                   | 2000   | Dreamcast, Game Boy Advance, PlayStation |
| Star Wars: Force Commander                                | 2000   | Windows |
| Star Wars: Racer Arcade                                   | 2000   | Arcade |
| Star Wars: Galactic Battlegrounds                         | 2001   | Macintosh, Windows |
| Star Wars: Obi-Wan                                        | 2001   | Xbox |
| Star Wars: Rogue Squadron 2 - Rogue Leader                | 2001   | GameCube |
| Star Wars: Starfighter                                    | 2001   | PlayStation 2, Xbox, Windows |
| Star Wars: Super Bombad Racing                            | 2001   | PlayStation 2 |
| Star Wars Jedi Knight 2: Jedi Outcast                     | 2002   | GameCube, Macintosh, Windows, Xbox |
| Star Wars: Bounty Hunter                                  | 2002   | GameCube, PlayStation 2 |
| Star Wars: Galactic Battlegrounds: Clone Campaigns        | 2002   | |
| Star Wars: Jedi Starfighter                               | 2002   | PlayStation 2, Xbox |
| Star Wars: Racer Revenge                                  | 2002   | PlayStation 2 |
| Star Wars: The Clone Wars                                 | 2002   | GameCube, PlayStation 2, Xbox |
| Gladius                                                   | 2003   | GameCube, PlayStation 2, Xbox |
| Indiana Jones et le Tombeau de l'empereur                 | 2003   | Macintosh, PlayStation 2, Windows, Xbox |
| RTX Red Rock                                              | 2003   | PlayStation 2 |
| Secret Weapons Over Normandy                              | 2003   | PlayStation 2, Windows, Xbox |
| Star Wars Galaxies                                        | 2003   | Windows |
| Star Wars Jedi Knight: Jedi Academy                       | 2003   | Macintosh, Windows, Xbox |
| Star Wars: Knights of the Old Republic                    | 2003   | Macintosh, Xbox, Windows |
| Star Wars: Rogue Squadron 3 - Rebel Strike                | 2003   | GameCube |
| Armed and Dangerous                                       | 2004   | Windows, Xbox |
| Star Wars Galaxies: Jump to Lightspeed                    | 2004   | Windows |
| Star Wars: Battlefront                                    | 2004   | Macintosh, Téléphone mobile, PlayStation 2, Windows, Xbox |
| Wrath Unleashed                                           | 2004   | PlayStation 2, Xbox |
| Lego Star Wars, le jeu vidéo                              | 2005   | Game Boy Advance, GameCube, Macintosh, PlayStation 2, Windows, Xbox |
| Mercenaries: Playground of Destruction                    | 2005   | PlayStation 2, Xbox |
| Star Wars Galaxies: Episode III Rage of the Wookiees      | 2005   | Windows |
| Star Wars: Episode III: Revenge of the Sith               | 2005   | Game Boy Advance, Handheld TV game, Téléphone mobile, Nintendo DS, PlayStation 2, Xbox                                                                                          |
| Star Wars: Battlefront 2                                  | 2005   | PlayStation 2, PlayStation Portable, Windows, Xbox |
| Star Wars: Knights of the Old Republic 2 - The Sith Lords | 2005   | Macintosh, Xbox, Windows |
| Star Wars: Republic Commando                              | 2005   | Téléphone mobile, Xbox, Windows |
| Lego Star Wars 2 : La Trilogie originale                  | 2006   | Game Boy Advance, GameCube, Macintosh, Téléphone mobile, Nintendo DS, PlayStation 2, PlayStation Portable, Windows, Xbox, Xbox 360                                              |
| Star Wars: Empire at War                                  | 2006   | Macintosh, Windows |
| Star Wars: Empire at War - Forces of Corruption           | 2006   | Windows |
| Star Wars: Imperial Ace                                   | 2006   | Java Platform, Micro Edition |
| Star Wars: Lethal Alliance                                | 2006   | Nintendo DS, PlayStation Portable |
| Star Wars: The Best of PC (compilation)                   | 2006   | Windows |
| Thrillville                                               | 2006   | PlayStation 2, PlayStation Portable, Xbox |
| Lego Star Wars : La Saga complète                         | 2007   | Macintosh, Nintendo DS, PlayStation 3, Wii, Windows, Xbox 360 |
| Star Wars: Battlefront - Renegade Squadron                | 2007   | PlayStation Portable |
| Thrillville: Le Parc en Folie                             | 2007   | Nintendo DS, PlayStation 2, PlayStation Portable, Xbox 360, Windows, Wii |
| Fracture                                                  | 2008   | PlayStation 3, Xbox 360 |
| Lego Indiana Jones : La Trilogie originale                | 2008   | Nintendo DS, Macintosh, PlayStation 2, PlayStation 3, PlayStation Portable, Wii, Windows, Xbox 360                                                                              |
| Star Wars : Le Pouvoir de la Force                        | 2008   | iOS, Macintosh, Téléphone mobile, N-Gage, Nintendo DS, PlayStation 2, PlayStation 3, PlayStation Portable, Xbox 360, Windows, Wii                                               |
| Star Wars: The Clone Wars - Duels au sabre laser          | 2008   | Wii |
| Star Wars: The Clone Wars - L'Alliance Jedi               | 2008   | Nintendo DS |
| Indiana Jones et le sceptre des rois                      | 2009   | Nintendo DS, PlayStation 2, PlayStation Portable, Wii |
| Lego Indiana Jones 2 : L'aventure continue                | 2009   | Macintosh, Nintendo DS, PlayStation 3, PlayStation Portable, Wii, Windows, Xbox 360                                                                                             |
| Lucidity                                                  | 2009   | Windows, Xbox 360 |
| Star Wars: Battlefront - Elite Squadron                   | 2009   | Nintendo DS, PlayStation Portable |
| Star Wars Battlefront - Mobile Squadrons                  | 2009   | Téléphone mobile |
| Star Wars: The Clone Wars - Les Héros de la République    | 2009   | Nintendo DS, PlayStation 2, PlayStation 3, PlayStation Portable, Xbox 360, Wii, Windows                                                                                         |
| Tales of Monkey Island                                    | 2009   | iOS, Macintosh, PlayStation 3, Windows, Wii |
| Lego Star Wars 3: The Clone Wars                          | 2010   | Macintosh, Nintendo DS, Nintendo 3DS, PlayStation 3, PlayStation Portable, Wii, Windows, Xbox 360                                                                               |
| Star Wars : Le Pouvoir de la Force 2                      | 2010   | iOS, Nintendo DS, PlayStation 3, Xbox 360, Windows, Wii |
| Star Wars: The Old Republic                               | 2011   | Windows |
| Angry Birds Star Wars                                     | 2012   | Android, Arcade, iOS |
| Kinect Star Wars                                          | 2012   | Xbox 360 |
| Tiny Death Star                                           | 2013   | Android, iOS |
| Star Wars 1313                                            | annulé | |
| Star Wars: Battlefront                                    | 2015   | Windows, Xbox One, PS4 |
| Star Wars: Battlefront II                                 | 2017   | Windows, Xbox One, PS4 |
| Star Wars: Battlefront 3                                  | annulé | |
| Star Wars Jedi: Fallen Order                              | 2019   | Windows, Xbox One, Xbox Series, PS4, PS5, Stadia |
| Star Wars : Squadrons                                     | 2020   | Windows, Xbox One, PS4 |
| Lego Star Wars : La saga Skywalker                        | 2022   | Windows, Xbox One, Xbox Series, PS4, PS5, Switch |
| Star Wars Jedi: Survivor                                  | 2023   | Windows, Xbox Series, PS5 |
| Star Wars: Hunters                                        | 2023   | Nintendo Switch, Android, iOS |
| Star Wars: Outlaws                                        | 2024   | Windows, Xbox Series, PS5 |
| Star Wars FPS                                             | annulé | |
| Star Wars Zero Company                                    | 2026   | Windows, Xbox Series, PS5 |
| Star Wars Eclipse                                         | nc     | Windows, Xbox Series, PS5 |
| Star Wars: Knights of the Old Republic Remake             | nc     | Windows, PS5 |
| Star Wars Amy Hennig's game                               | nc     | |
| Respawn's next Star Wars Jedi Game                        | nc     | |